# Ecnomina wirromandi
Ecnomina wirromandi là một loài Trichoptera trong họ Ecnomidae. Chúng phân bố ở miền Australasia.